# The Beach Boys in Concert
The Beach Boys in Concert ist ein Livealbum der US-Band The Beach Boys. Es besteht aus Konzertmitschnitten aus den Europa-Tourneen des Winters 1972 und Sommers 1973. Produziert wurde das Album im EMI-Studio von Amsterdam in den Niederlanden.
Neben den „Gründungsmitgliedern“ der Beach Boys, Mike Love (Gesang), Carl Wilson (Gitarre, Gesang), Dennis Wilson (Piano, Gesang) und Alan Jardine (Gitarre, Gesang) sind auf diesem Album auch die beiden Südafrikaner Blondie Chaplin (Gitarre, Gesang) und Ricky Fataar (Schlagzeug, Gesang) zu hören. Chaplin und Fataar waren 1972 Mitglieder der Beach Boys geworden. Brian Wilson war ausgestiegen, Bruce Johnston hatte die Beach Boys ebenfalls verlassen. Standardschlagzeuger Dennis Wilson hatte sich 1971 eine schwerwiegende Verletzung an seiner Hand zugezogen und konnte daraufhin für Jahre nicht mehr Schlagzeug spielen. Dennis fand seine neue Rolle am Piano. Diese Umstände waren ausschlaggebend dafür, dass Chaplin und Fataar in die Band aufgenommen worden waren. Chaplin verließ die Band im Winter 1973, Fataar folgte ein Jahr später.
Eine Reihe an Tour-Musikern füllte das Line-Up der Beach Boys während dieser Tournee auf. Dies waren: Dennis Dragon (Percussion, Schlagzeug), Darryl Dragon (Keyboard), Toni Tenille (Keyboard) (siehe Captain & Tennille), Ed Carter (Bass), Billy Hinsche (Keyboard, Gitarre)
Das Album „In Concert“ erreichte Platz 25 in den US-Billboard-Charts. Es war das erste Beach-Boys-Album in den 1970er Jahren, das mit Gold ausgezeichnet wurde.

## Trackliste
1. Sail on Sailor (Brian Wilson / Jack Rieley / Ray Kennedy / Tandy Almer / Van Dyke Parks)
2. Sloop John B. (arrangiert von Brian Wilson)
3. The Trader (Carl Wilson/Jack Rieley)
4. You Still Believe in Me (Brian Wilson / Tony Asher)
5. California Girls (Brian Wilson)
6. Darlin’ (Brian Wilson / Mike Love)
7. Marcella (Brian Wilson / Jack Rieley / T. Almer)
8. Caroline, No (Brian Wilson / Tony Asher)
9. Leaving This Town (Ricky Fataar / Carl Wilson / Blondie Chaplin / Mike Love)
10. Heroes and Villains (Brian Wilson / Van Dyke Parks)
11. Funky Pretty (Brian Wilson / Mike Love / Jack Rieley)
12. Let the Wind Blow (Brian Wilson / Mike Love)
13. Help Me, Rhonda (Brian Wilson)
14. Surfer Girl (Brian Wilson)
15. Wouldn’t It Be Nice (Brian Wilson / Tony Asher)
16. We Got Love (Ricky Fataar / Blondie Chaplin / Mike Love)
17. Don’t Worry Baby (Brian Wilson / Roger Christian)
18. Surfin’ U.S.A. (Chuck Berry / Brian Wilson)
19. Good Vibrations (Brian Brian Wilson / Mike Love)
20. Fun, Fun, Fun (Brian Wilson / Mike Love)

### Songinfos
We Got Love ist ein bis dahin unveröffentlichter Song. Er war für das Album Holland geplant, wurde dort aber nicht veröffentlicht.